# 轟天高校生
《轟天高校生》（日语：スプリガン）是由高樹宙原作、皆川亮二負責作畫的日本漫畫作品，於1989年在日本週刊少年Sunday第10～51號、少年Sunday增刊號1992年8月號～1996年2月號，以及Sunday GX8月號上刊載。單行本全11冊。
原書名Spriggan，指的是英格蘭康沃爾郡傳說中的守宝妖精，能變成各種姿態，大多數時候是變成醜陋的巨人以守護遺跡中的祕寶。在此指的是以『轟天高校生』御神苗優為主角的一群具有超能力的人，他們以『史步利康』(Spriggan)為代號，守護外星人遺留下來的超古代文明遺產。以一己之力對抗意圖奪取外星人和超古代文明遺產的各國特務組織，以及武器組織『三叉矛』(trident spear)及販賣軍火武器的『死亡商人』，以及想利用超古代文明的力量，讓最偉大的元首希特勒復活的『新納粹』組織。
這個系列故事原本以短篇方式在雜誌上刊載，因為太受歡迎而改成連載，而原本『史步利康』是御神苗一個人的代號，後來也增加了伙伴，改成了一群人都是『史步利康』。對手也從『美軍機械化小隊』改成了武器組織『三叉矛』。
1998年由動畫導演大友克洋將「諾亞方舟」篇改編為電影，臺灣由普威爾國際代理發行，譯名為「世界末日」，目前最新版本為日本于2007年發行的藍光DVD版。2019年宣布將推出Netflix版改編動畫，由david production製作，目前定於2022年播出。
2001年小學館發行《保存版》，除了將原本每頁B6的大小改為A5外，還加入了兩章全新故事「Special Act」《First Mission》跟《Gold Rush》。。2006年將《保存版》內容更換封頁重新發行為《小學館文庫版》，價格為保存版的一半。但《保存版》與《小學館文庫版》皆無中文代理。

## 劇情簡介
在超古代存在著知識與科學已經超越現代文明的優越文明。在某個遺跡中發掘了一塊金屬板，上面記載著超古代文明的外星人留下的警語「善守我們的遺產，勿讓惡徒奪走」。為了守護外星人及超古代文明留下的遺產，『亞克姆』（ARCAM）集團成立了『史步利康』(SPRIGGAN)這個組織，亞克姆財團的S級情報員及特攻人員，“轟天高校生”御神苗優和他的夥伴們，他們誠實的遵守著這個刻在三角板上的超古代文明遺言，並且以他們的權柄和力量守護著外星人的遺產，並將其封印、破壞。『史步利康』（Spriggan）的名聲，令人聞風喪膽。他們所屬的組織以『史步利康』(Spriggan)為代號，守護外星人及超古代文明遺產。以一己之力對抗意圖奪取外星人和超古代文明遺產的死亡商人『三叉矛』(trident spear)及各國特務組織，以及想利用超古代文明的力量讓最偉大的領導者希特勒復活的新納粹組織。本作以一位亞克姆財團的“轟天高校生”－高中生御神苗優為中心，展開一系列的奇幻冒險動作漫畫。

## 登場人物

### 史步利康（Spriggan）
『亞克姆』(ARCAM)財團所屬的S級情報員和特攻人員。『史步利康』(SPRIGGAN)這個組織代號，名字是取自英國神話中守護財寶的精靈妖精《史步利康》(Spriggan)。
御神苗優 (Yu Ominae)
聲：森久保祥太郎〔電影版〕／小林千晃〔網路動畫〕
被稱為『轟天高校生』的日本高中生、亞克姆財團S級特工人員『史步利康』(SPRIGGAN)中的一員。身上裝備以「精神感應金屬歐里哈爾康」製作而成，可以提升自身能力30倍以上的戰鬥服。由「精神感應金屬」所製作的「強化肌肉裝甲服（Armored Muscle suit）」，以及同樣以「精神感應金屬」精煉製成的高硬度「超振動戰鬥刀」，配合體術及槍械的使用，鍛鍊出能成功執行各項「超古代文明遺物的保護跟破壞」任務的生存能力。在充滿光明活力的性格之下，其實是在鮮血飛濺的陰影下活過來的。每個人都把自己的期望押在他無窮的潛能上。喜歡使用的槍支為「SIG P226」。
約翰·捷克蒙特 (Jean Jaquemonte)
聲：子安武人〔電影版〕／阿座上洋平〔網路動畫〕
在『御神苗優抹殺計畫』這個故事登場。優的損友及轟天高校生的一員。名字和血統都是法國人。綁著金色馬尾的美少年。性情粗暴，經常跟優吵架，但被周圍的人當作是「關係好到吵架」的行為，經常跟優組成一隊。經常對優說『如果我不在隊上，你已經死了Ｎ次啦！』這類很老套的話。能夠靈活的運用體術跟力量戰鬥，即使面對飛來的槍彈也能閃躲開的運動神經，以及輕輕鬆鬆就能將人打飛的怪力。實際上為獸人（狼人），看到自己的血時沒辦法保持理性會開始變身，空手就能破壞目標對手。喜歡使用的槍支為霰彈槍「SPAS-12」。在『獸人傳承』這個故事中，早已消失多年的狼人老爹再度出現，並被神秘組織『三叉矛』利用以外星人創造的『來康斯洛普』人工進化混合種身分打算勸說自己的兒子約翰加入『三叉矛』，在神祕的羅馬尼亞古城中，父子兩人展開對話。末了決定『狼人的歸狼人，轟天高校生的歸轟天高校生』，雙方分道揚鑣，各奔前程。
染井芳乃 (Somei Yoshino)
聲：未出場〔電影版〕／伊瀨茉莉也〔網路動畫〕
在『被詛咒的森林』故事登場，就讀名門女子高校，跟優同年紀的少女，似乎是優的女朋友，外表是柔弱的名門大小姐女兒，真實身分卻是遺跡發掘者(盜墓人)，身材嬌小卻有著豪爽的個性，性格喜歡利用別人，擁有與亞克姆的轟天高校生一樣的機動力。常常與轟天高校生產生衝突，行動的原則很間單，就是「為了錢」。但常常因此而以賠錢收場。挖掘（實際上為搶奪）古代遺物後，再以高價賣給國家機關（與母親的死亡有關），有「遺跡破壞狂芳乃」的惡名。擁有靈媒體質，能跟各種靈魂溝通。
朧(OBORO)
聲：子安武人〔網路動畫〕
在『水晶骷髏』故事中登場，以『氣法師』米拉朱的身分，成為『新納粹』的一員。世界上最厲害的氣功跟中國武術的專家。事實上是轟天高校生的一員。外觀為長髮，身高很高的中國年輕人，本名跟年齡都不清楚，在故事中都稱做「朧」。有如『朧(霧氣)』如謎一般的角色。也是優的武術師傅。安靜而且重視禮儀，獨特的體術能夠轉化約翰的攻擊，氣功能使對手一擊斃命。面對未來還會更強的對手絕不趕盡殺絕，並約好下次再戰，以跟強大的對手戰鬥做為自己的修行方式。不但能鍛鍊自己也能教導自己成長。在本作中幾乎是無敵的，即使面對配備優良的大型部隊所駐守的軍事基地也能單獨潛入，徒手就能輕鬆毀滅。對於優所擁有的神祕能力感到震驚，認為「優發揮真正的力量時將無人能敵」。因此表面上雖然對優極為照顧，要幫助他把力量引出來，卻是為了要秘密達成自己的最終目標。有一次修行被大家看到，害羞到臉紅。事實上是『神酒』這個故事中登場的『硬氣功』源雙烈的同門師兄。
朧的最終目標是變成為「仙人」。本作中的「仙人」是將自己的氣跟地球生命體該雅的氣完全同化，朧藉由跟強者戰鬥提升自己的氣，變成永遠的存在體。在故事最後將約翰打倒，然後再跟完全成長的優一決勝負。朧一邊追趕著優，一邊告誡如果一直依賴精神感應裝甲將不會成長，而優在接受告誡後，更高一層的戰鬥能力終於覺醒，並第一次將朧打傷。之後優的以相當朧的體術，跟超越朧的速度，逼使朧使出封印的招式「輕氣功」。「輕氣功」是把氣化為無讓自己的體重跟樹葉一樣輕，對手的攻擊都會變成完全無效的一種氣功術，如同超人般的技巧使得優感到害怕。戰鬥得以結束則是因為朧認為自己的還不夠熟練，突然使出了封印中的「輕氣功」，必須要再次修行。然後在激勵優接下來將要遭遇的死鬥後，就往深山裡面消失了。之後，在最終章『南極之戰』，優跟其他『史步利康』成員和亞克姆決戰時，曾經在私底下出手相助外，連外傳的作品都沒再出現過了。
提雅·弗來特(TIA FLIGHT)
在『聖杯』故事登場。轟天高校生的一員，通稱「魔女」。在符紙上畫上魔法陣就能召喚「幻獸」(Calling Beast)的能力，還能將空間扭曲，使對手困在異次元空間中，以及操作各式各樣的魔術。是一個成熟而風韻猶存，據說年紀很大的美女，似乎以前就與亞克姆財團有關連。順便一提，「弗來特」是中間名。全名為提雅·弗來特·亞克姆，是亞克姆財團創設者T･F･亞克姆。她在300年前，遇到在森林長眠的大魔術師梅林，從他那聽到超古代文明遺產會帶給後世危險的事情。提雅學到梅林所傳授的魔術，也繼承了梅林的意志創設了亞克姆財團。隨著時間經過，將財團會長的位子讓位給其他人，自己則使用魔術延長壽命，現在則做為轟天高校生的一員支持亞克姆的活動。在《轟天高校生特別篇》中。在南美洲納斯卡線上。發現大地中隱藏的太空船而遇見外星人留下的影像紀錄。證明自己似乎有外星人的血統。與「船長」史蒂夫·福斯特似乎是戀人的關係。在最終話為了收拾戈巴所留下的混亂局面，再次就任財團會長。
巴克夫·蘭提(BACUF RANDALL)
前代轟天高校生，通稱『博士』「Doctor」。被稱做「神靈附手之人」，以前從事地下活動時是個令人為風喪膽的刺客。曾經做刺客的過往並不清楚，但是對於生命卻有很強的倫理觀念。擁有心靈手術的能力，可以直接在人身上鑽洞，攻擊的手法也是直接在人的氣管上鑽洞，治療腹痛的手法是直接把患部挖出來。對於朧無可匹敵的武術跟體術非常讚賞。對朧的同門師弟『硬氣功』使用者，源雙烈的攻擊表示感到厲害。因為他那雙連朧的攻擊都接下來的手卻被源雙烈打傷。現在人在泰國某個無醫村開診療所。如果叫他「老頭」就會不高興。

### 亞克姆（ARCAM）財團
『史步利康』們的後盾，巨大的財團組織，以所有的權力和財力，守護外星人及超古代文明留下來的遺產，並將其封印、破壞的組織。進行外星人及超古代文明遺產的研究，並由精神感應金屬『歐里哈爾康』研發像是精神感應裝甲的多種裝備，如「強化肌肉裝甲服（Armored Muscle suit）」。
山本一朗 (Ichiron Yamamoto)
聲：有本钦隆〔電影版〕／滨田贤二〔網路動畫〕
亞克姆財團日本分部的部長，直接對轟天高校生指派工作。是一個好好先生，溫厚誠實的優秀好人，廣受御神苗優和約翰他們的信賴。禿頭發胖的中年身材，模樣就像是平凡的上班族，但卻是前轟天高校生。從一線推居幕後，卻還是能展現出十足的實力。在故事最後的戰鬥裡，展現了神一般的射擊能力。
山菱理惠 (Rie Mitsubishi)
聲：神戶光步〔網路動畫〕
在『水晶骷髏』故事中登場，父親被『新納粹』所殺。是一個語言的天才，十六歲成為美國康乃爾大學的語言學教授。亞克姆倚重她的才能出錢請她來亞克姆工作才再次與優相見。專門進行古代文字的解析工作。
蜜雪兒·羅傑斯 (Michelle Rogers)
在『瘋狂戰士』故事中登場。麻省理工畢業的天才少女博士。一心想讓古印度史詩『摩訶婆羅多』、『羅摩衍那』中提及的『瘋狂戰士』復活。結果造成古文明發掘現場的考古探險隊全滅。復活的『瘋狂戰士』機器人並展開大屠殺。原作中是隸屬美國國防部五角大廈的科技少將。動畫版中改成隸屬阿克姆財團的科技人員。
米哲爾博士 (Dr. Michael)
亞克姆的科學家，能將精神感應金屬精煉的第一人。優的裝備精神感應裝甲，精神感應戰鬥刀都是他製造的。助手是美女科學家馬葛禮度。
吉米·馬克斯 (Jimmy Max)
在『終末計畫』這個故事中登場的亞克姆A級特攻人員、馬克斯小隊的隊長。A級特攻人員沒有像轟天高校生一樣突出的戰鬥能力，而是以諜報活動支援轟天高校生。馬克斯隊，是A級特攻人員中最強的。對優十分照顧。
艾瓦·瑪克曼 (Ava Macman)
在『降臨』這個故事中登場的『亞克姆』組織的女性考古學家。優都尊稱她「教授」，因為優對考古學有興趣，而向她學習，優就像是遇到恩師一樣的愛慕她。和優一同進行挖掘「諾姆之船」的任務。
史蒂夫·福斯特 (Steve Foster)
聲：大塚明夫〔網路動畫〕
在『忘卻王國』故事中登場，亞克姆財團的特別顧問，通稱「船長」。似乎與亞克姆第一任會長是舊識。因為個人興趣，指揮配備雷射兵器跟最尖端技術的船艦「露西南堤」。對優十分照顧，希望優繼承「露西南堤」的船長。
亨利·戈南 (Henry Conan)
在故事後半段登場，就任亞克姆財團的新會長。打算利用亞克姆收集而來的超古代文明遺產，產生絕對力量，控制世界的軍事平衡，達成世界和平的想法。結果卻是造成轟天高校生跟科學家們向戈南進行革命。

### 家庭成員
御神苗秋葉(AKIBA OMNINAE)
跟御神苗優在同一個孤兒院長大，優的堂姐，優小時候失去父母後，代替母親教育優跟家事。優被美軍人造士兵計畫(COSMOS)擄走，接受洗腦後，從美國返國，成為優唯一的精神支柱。目前在亞克姆財團工作，擔任亨利·戈南的秘書。
御神苗隆(RYU OMNINAE)
優的叔父，秋葉的父親。優稱呼「老爸」。自稱「冒險家」，為了看到全世界的神秘現象而到處旅行。大多數時間都不在家中，家事都交給秋葉負責，在一次衝撞中，打開了優被美軍綁架時的陰影。在世界旅行期間，與在進行轟天高校生的任務的優相見，以令人驚艷的陷阱技巧支援他們，連約翰都給予「可以當轟天高校生」的評價。對於優壓抑著本來的性格，強迫自己進行轟天高校生的任務是否適合而感到擔心。

### 主要對手『三叉矛』(TRIDENT SPEAR)
因應世界局勢，由美國、歐洲、日本等大國的巨型軍事產業所組成的軍產複合體(一種軍事界及產業界共同組成的共犯結構)。一個由世界各大工業領導者(美、日、德、英、法)所組成的秘密組織，除了擁有巨大的財力，還有獨立的強大戰力。也是所謂的『死亡商人』。著眼於以超古代文明所開發的新型兵器，打算奪取外星人及超古代文明留下的神祕遺產。與亞克姆為對立的關係。組成S.P.E.A.R.的五個字母是組成『三叉矛』這個秘密組織的五個主要公司名稱的開頭首個字母。
閻摩(YAMA)
原作中為『終末計畫』中刻劃於牆壁上的古代外星人遺跡中的神祕程式閻摩(YAMA)。動畫中改為『三叉矛』神秘組織背後的操控者。也是故事中與御神苗優對決的大魔王。由外星人設計的電腦程式是一個終極電腦AI(artificial intelligence)。以網路AI的方式存在於世界各地的電腦中。以自身的判定來決定世界的走向及人類的未來。
曉巖(KEN)
聲：細谷佳正〔網路動畫〕
在夏威夷出生，有日本血統的美國人。兵器開發集團「三叉矛」的傭兵部隊長。號稱在任何嚴苛環境下，皆能生還歸來，能在嚴酷情況下生存，被稱為「生還者」。重視機械的力量，身穿三叉矛製作開發的『精神感應金屬』裝甲。行事作風無所不用其極。崇尚強者，是個有實力的戰士。跟御神苗優決鬥好幾次的男人，但是在危機時刻也會一同戰鬥。
賴利·馬克斯(LARRY MARCUS)
聲：竹內良太〔網路動畫〕
在『獸人傳承』這個故事中登場，神秘武器傭兵組織『三叉矛』的說客，留著小鬍子，喜歡裝腔作勢的西裝男子，是個典型的政客。在『獸人傳承』這個故事中，要求狼人老爹拉利，說服約翰加入『三叉矛』組織。原本是『三叉矛』的傭兵，在傭兵部隊時代是曉的指揮官。以前在傭兵時期跟曉是同伴，是曉知道的指揮官裡最優秀的。故事最終章『南極之戰』裡，離開『三叉矛』後，進入亞克姆財團成為會長亨利·戈南的親信。
約瑟·波曼(JOSEPH PORTMAN)
聲：菅生隆之〔網路動畫〕
在『忘卻王國』故事中登場。原本是『史步利康』(轟天高校生)的人物一員，傳授優戰鬥技術的教官。期待優的潛在能力，但對於亞克姆的現狀感到疑惑，以敵人的身分出現在優的面前。使用戰鬥刀的技術為世界前五名的專家，而且還有特殊能力「分身術」。
金谷昌（COSMOS No.0）
美國人造士兵研究計畫(COSMOS)的士兵。「金谷昌」的名字是加入組織後使用的假名，真正的名字並不清楚。COSMOS 的研究計畫從美國移轉到「三叉矛」後，給予No.0的新編號以及全體COSMOS的司令塔。隨者研究計畫的發展成為了機械士兵，那張有如戴著面具的表情隱藏著野心，並且消除了所有不必要的情感和人性（部隊指揮官身為指令塔，必須要了解人類的思考方式，程式有特別保留），認為優一個人逃出COSMOS組織感到不滿，為何優是唯一能夠以人類身分離開COSMOS，還擁有最高的能力感到羨慕與憎恨，想以自己的手，跟優做個了斷。

### 美軍機械化小隊
美軍從以前就有傳聞使用機械化歩兵（移動方式為機械化），現在將身體也一併機械化成為改造人(CYBORG)。將受傷士兵的一部份肉體進行機械化，這種做法在先進國家的軍隊中，逐步成為標準配備，但是從未被公開過。
馬克多魯
聲：相瀨龍史〔電影版〕／村瀨步〔網路動畫〕
以機械強化的美國機密部隊『美軍機械化小隊』的一員。官階是上校(大佐)。年紀大約是10歲左右的少年，擁有高智商，腦袋被植入「頭腦磁界增幅裝置」。能放出強力的衝擊波、被稱為「擁有一身惡魔力量的男人」，但副作用是會對大腦產生嚴重負擔，在故事『諾亞方舟』裡登場時，只剩下幾年壽命而已。率領美國的大型部隊，跟同樣是機械化小隊的法德曼與理德保襲擊「諾亞方舟」的挖掘現場。對於人類汙染地球環境感到憎恨，想要用「方舟」的力量將地球淨化。
法德曼(FATMAN)
身上裝有武器的改造人，身高八呎的大塊頭，總是與小個子的理德保一起行動，是美軍機械化小隊的馬前卒。
理德保(Little Boy)
身高只有四尺，手持鋼爪的改造人，跳躍力驚人。是美軍機械化小隊的馬前卒，總是與大塊頭的法德曼一起行動。
『開膛手』傑克(JACK THE RIPPER)
美軍機械化小隊的一員。將兩隻手腕機械化裝上以精神感應金屬製成的高周波震動刀（Vibroblade），襲擊了「諾姆之船」的挖掘現場。善於在黑暗中隱藏行蹤，巧妙的使用刀子追殺優。是個正直的軍人，深信自己是以美國士兵的身分執行任務，但是在跟優戰鬥後改變了想法。
『壁障』格雷(GREY THE BARRIER)
美軍機械化小隊的一員。身體內部有超音波產生裝置。能在自己面前放出衝擊波，抵銷敵人攻擊。
『司令官』米凱爾(MICHAEL THE COMMANDER)
『恐怖的孩子們』人造士兵計畫發起人。將擄來的優及其他的孩子們當成『機械化的人造士兵』。在優叛變並暴走後，以懷柔手段，打算將優施以『廢棄處分』。後被優所殺死。

### 美軍人造士兵計畫『恐怖的孩子們』(COSMOS)
美國特殊實驗部隊＂Children Of Soldier Machine Organic System＂的簡稱。
＜No.0＞是領導人，No.10～No.19為第一小隊，No.20～No.29為第二小隊，以此類推組成小隊。No.1～No.9則是指揮各小隊的副領導人。但是，COSMOS在曉巖跟鮑·布朗歇第一次見面時只有50人的規模而已。
士兵將小孩子教育成「殺人機器」，成為＜菁英殺手＞。方法是以藥跟催眠術操作他們的精神狀態，將人類應有的「個性」「理性」「禁忌」消除，變成絕對服從上司命令的「殺人機器」。就這樣，每天磨練「殺人機器」的性能，盡可能讓各個體的性能均一化。
身為司令塔的領導人標準性能為100％，而各個體間性能差異控制在±1％以內。各個體的思考能力都是最小限度，在腦內埋植入精神感應金屬，作為互相傳送訊息的媒介。因為精神波不會受到電波干擾，因此不論在什麼環境之下，都能不受拘束的傳送訊息。所以各個體都能都能依照領導人的意思行動。成為完全統治的部隊。
十年前在做第一次實戰測試時，因為參與的No.43（御神苗優）爆走而宣告計畫失敗。後來美軍因為COSMOS計畫必須花費龐大的資金與時間，選擇與三叉矛共同聯手開發後完成。

### 新納粹組織與其他敵人
鮑·布朗歇(Beau Brumche)
聲：稻田徹〔網路動畫〕
以復興希特勒納粹主義的新納粹組織的少尉（本作中的新納粹與現實世界中的新納粹不同，是借用超古代文明遺物『奧巴茲』Out-of-place artifact的力量以征服世界為目標的祕密組織。）。其實是個很熱血很努力，正義感很強的好漢。信念是強者領導人們選擇正確的道路，同時強者也有義務保護弱者，自己也跟著付諸行動。認真以老派的語氣說出自己的意見。優每次都會叫稱呼他「熱血沸騰的笨蛋」「缺少文字處理機（學習能力零的意思）」「新納粹的搞笑演員」（但其實是吐槽而已，並沒有討厭他的意思）。本人會不知不覺說出「演員的台詞」跟「必殺技名稱」等英雄漫畫才會出現的行動。說過自己對於日本忍者相當嚮往，會參考日本的格鬥遊戲磨練格鬥術，看得出對於日本的喜好。
第一次登場時以注射藥物的方式強化肉體，初登場被優的力量跟速度壓制住，但是對於體術跟戰術的思考跟涉獵相當廣泛。在同一章中被給朧，發誓一定要雪恥，開始停止用藥進行特訓，身體變成一倍大，而技術也提升了（約翰之後曾這樣評論「（速度）如果沒有我的話也許你就是世界第一了」。在新納粹被轟天高校生消滅了之後，成為了「三叉矛」的傭兵，（自稱）是曉的兄弟。在初登場時名字被寫成「鮑·布朗杰」。
再者，名子「鮑」指的是「愛打扮的男人」」（在19世紀初英國有個很有名的流行領導者叫做鮑·博朗梅爾（Beau Brummell）），是個愛好打扮卻總是一副漫不經心的樣子。
蓋特瑪哈上校
『新納粹』領導人。鮑的上級長官。一心想讓最偉大的領導者希特勒復活。因此而收集了曾讓耶穌復活的『聖杯』，並製作了六個希特勒的複製人，打算讓真希特勒的精神取代其中之一。
黑溫利·巴雷斯
在『混亂之塔』一章中登場，朧說是「本世紀最強魔術師」。猶太人。能操作三個強大的使魔－影魔、砂魔、水魔。
源雙烈
在『神酒』故事中登場的中國武術專家，毒品黑幫組織「亞歷克西」的保鑣。武術達人。事實上是朧的同門師弟。利用『硬氣功』使肉體強化，槍彈也傷不了他。以前與朧決鬥後敗北，發誓下次再遇到朧一定要雪恥。武術專家巴克夫·蘭提曾經評論他「是格鬥專家並不是戰鬥專家」。
東尼·班奈特(TONY BENET)
在『降臨』這個故事中登場，唯利是圖的CIA的雇員，利用燃燒的凝視，以視線燃燒對手，具有點火能力的超能力，通稱『發火能力者』「A Fire Starter」。為了達成目的，不論結果如何都會不擇手段，但也為了興趣（放火）而改變目的，因為殘忍又狡猾而惡名昭彰。跟開膛手一起襲擊「諾姆之船」的挖掘現場，對開膛手惡言相向。因上層下達了將開膛手一同殺掉的命令，企圖殺害同伴，卻反而遭到殺害。在死之前曾說出，將被『亞克姆』顧用為「轟天高校生」，並成為賴利的部下。

### 超古代文明遺產（Out-of-place artifact）

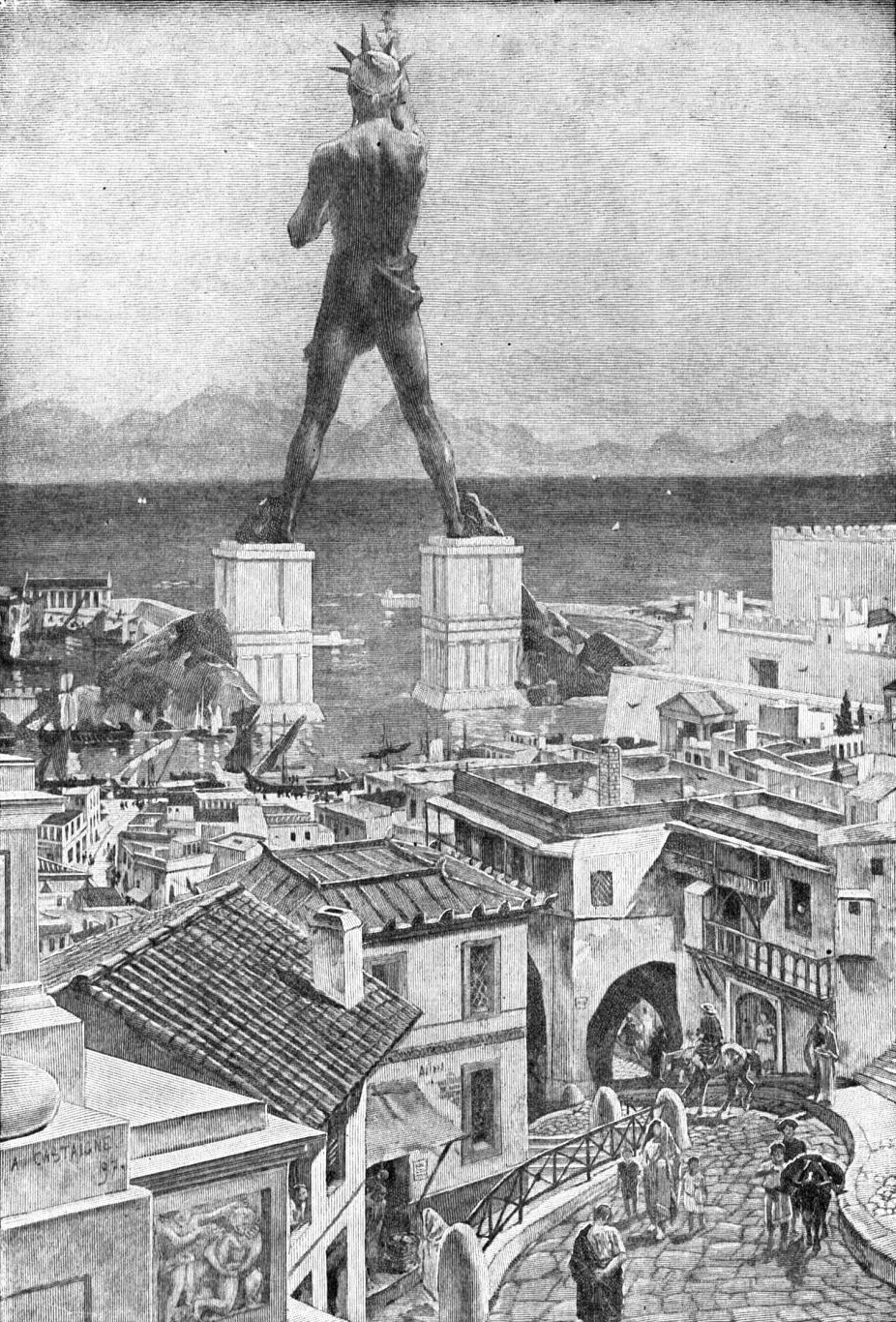
據說原始銅像為37公尺消失，此為太陽神銅像想像圖

- 羅得島的青銅巨人

在現時中為古代世界七大奇跡之一的羅得島太陽神銅像傳說。本作中不是人類角色，在故事最後南極一戰中，『亞克姆』財團和『三叉矛』聯手。為了阻擋御神苗優和『史步利康』一夥人，準備了『青銅巨人』，作為保護外星人在南極留下的神秘遺跡的護衛。被認為是超古代文明製作的遺跡防衛用機械人造兵器，世界武器製造組織的聯合部隊『三叉矛』的部長賴利說，這才是「真正的『史步利康』(SPRIGGAN)遺跡守護者」。外觀是接近3公尺高的古羅馬或希臘的青銅像鬥士。全身以精神感應金屬的合金製成（並無法分析出是與何種金屬合金製成），以龍脈地脈所發出的無窮無盡的能源當作動力。
任何普通兵器攻擊都無效，能使用精神感應戰鬥刀砍傷，但靠著吸收龍脈地脈的能量能修復破損的部分。除了如同外表一樣的力量外，還有與那巨大的身材不相符的速度，就連『獸人』約翰都達不到。『史步利康』的『轟天高校生』優、約翰、『生還者』曉三人都無法靠近，令人無法想像的強大。
地脈的力量使地球生命體（該雅）的能量覺醒，地球該雅(GAIA)其將意識寄宿在上面，芳乃以南極的外星人遺跡作為媒介，在優跟青銅巨人死鬥時，以靈媒的能力跟該雅(地球)的精神做溝通。
- 超古代文明的遺物『水晶骷髏』藝術品由水晶組成，具有能量增幅的效果，構成骷髏的晶體結構，可以對光線產生幾千次反射而不消耗能量。相傳西元前一世紀住在北非的風之民族迦太基人曾經用『水晶骷髏』引太陽光聚焦產生的光線燒毀羅馬戰船。(另一說是希臘人阿基米德以巨大凸透鏡聚焦陽光，燒毀羅馬戰船)。整個水晶骷髏是巨大能量增幅器，利用它所產生的能量，能消滅一座城市。
- 聖杯傳說由耶穌基督在最後晚餐使用的杯子，具有讓人復活的力量，一說是耶穌基督的頭骨。中世紀有許多騎士為追尋聖杯展開冒險。最著名的就是有名的亞瑟王傳說中，處男騎士加拉哈德的故事。加拉哈德因為自己與漁人王的承諾，立誓追尋聖杯，盛入神酒，好讓漁人王復活。加拉哈德為了追尋聖杯和漁人王，卻跨越了大半個歐洲。但卻連聖杯(holy grail)的影子也沒瞧見。所以也有人說聖杯其實並不存在。
- 神酒據稱是奧林帕斯諸神飲料的『神酒』(Nectar)，喝了能長生不死，與吃了不會飢餓的『仙糧』(ambrosia)並列，本作中是由一種稀有的熱帶植物『安布羅提亞』(AMBROSIA)的花瓣中提煉出來的飲料，也是麻醉劑。

### 外星人的遺產(NOAH)
- 據說原本是外星人的太空船諾亞方舟。在喜馬拉雅山麓被發掘出來時，全世界的特務為了爭奪內部的神秘空間轉移裝置，都圍聚了過來。據說是超古代文明留下來的最終兵器。
- 在『降臨』故事中，在中非挖掘現場，發掘出外星人留下的太空船遺跡。被當地土著稱為『諾姆』之船。
- 時空轉移裝置:在忘卻王國故事中，在百慕達三角徘徊的幽靈島金字塔，能以質能互換原理進行空間轉移的裝置。當能量到達極限後會變成黑洞。金字塔有卡莉女神神像作為士兵，守護著島上的核心裝置，為了爭奪島上外星人遺留下來的的空間轉移裝置，優與戰術教官恩師波曼展開分身術對決。

## 出版書籍
| 集數 | 小學館     | 小學館             | 東立出版社 | 東立出版社         |
| 集數 | 發售日期   | ISBN               | 發售日期   | ISBN               |
| ---- | ---------- | ------------------ | ---------- | ------------------ |
| 1    | 1991年7月  | ISBN 4-09-122591-8 | 1995年9月  | ISBN 957-34-3084-3 |
| 2    | 1991年9月  | ISBN 4-09-122592-6 | 1995年10月 | ISBN 957-34-3085-1 |
| 3    | 1992年10月 | ISBN 4-09-122593-4 | 1995年11月 | ISBN 957-34-3086-X |
| 4    | 1993年4月  | ISBN 4-09-122594-2 | 1996年1月  | ISBN 957-34-3087-8 |
| 5    | 1993年9月  | ISBN 4-09-122595-0 | 1996年3月  | ISBN 957-34-3088-6 |
| 6    | 1994年6月  | ISBN 4-09-122596-9 | 1996年5月  | ISBN 957-34-3089-4 |
| 7    | 1994年9月  | ISBN 4-09-122597-7 | 1996年6月  | ISBN 957-34-3848-8 |
| 8    | 1995年4月  | ISBN 4-09-122598-5 | 1996年7月  | ISBN 957-34-3849-6 |
| 9    | 1995年9月  | ISBN 4-09-122599-3 | 1996年9月  | ISBN 957-34-3910-7 |
| 10   | 1996年4月  | ISBN 4-09-122600-0 | 1997年4月  | ISBN 957-34-4786-X |
| 11   | 1996年7月  | ISBN 4-09-122836-4 | 1997年6月  | ISBN 957-34-4787-8 |

保存版
| 集數 | 小學館         | 小學館             |
| 集數 | 發售日期       | ISBN               |
| ---- | -------------- | ------------------ |
| 1    | 2001年4月18日  | ISBN 4-09-126741-6 |
| 2    | 2001年6月18日  | ISBN 4-09-126742-4 |
| 3    | 2001年8月18日  | ISBN 4-09-126743-2 |
| 4    | 2001年10月18日 | ISBN 4-09-126744-0 |
| 5    | 2001年12月18日 | ISBN 4-09-126745-9 |
| 6    | 2002年2月18日  | ISBN 4-09-126746-7 |
| 7    | 2002年4月18日  | ISBN 4-09-126747-5 |
| 8    | 2002年6月18日  | ISBN 4-09-126748-3 |

文庫版
| 集數 | 小學館         | 小學館                 |
| 集數 | 發售日期       | ISBN                   |
| ---- | -------------- | ---------------------- |
| 1    | 2006年6月15日  | ISBN 4-09-193661-X     |
| 2    | 2006年7月15日  | ISBN 4-09-193662-8     |
| 3    | 2006年8月11日  | ISBN 4-09-193663-6     |
| 4    | 2006年9月15日  | ISBN 4-09-193664-4     |
| 5    | 2006年10月14日 | ISBN 4-09-193665-2     |
| 6    | 2006年11月15日 | ISBN 4-09-193666-0     |
| 7    | 2006年12月15日 | ISBN 4-09-193667-9     |
| 8    | 2007年1月13日  | ISBN 978-4-09-193668-4 |

## 動畫電影
1998年日本東寶株式會社推出電影版。票房收入3.5億日幣。
由於『阿基拉』的大友克洋擔任總監製而引起話題。故事由漫畫原作中的『諾亞方舟』做為基礎，以原作中『御神苗抹殺計畫』篇做貫穿，上映演出時極為轟動。

### 配音員
- 御神苗優：森久保祥太郎
- 御神苗優（小時候）：牟田將士
- 約翰·捷克蒙特：子安武人
- 米哲爾：城山堅
- 馬葛禮度：玉川紗己子
- 山本：有本欽隆
- 馬克多魯大佐：相之瀨龍史
- 法德曼：高野拳磁
- 理德保依：鈴木勝美

### 工作人員
- 總監修、構成：大友克洋
- 兼讀、素描、腳本：川崎博嗣
- 同時腳本：伊藤康隆
- 音響監督：鶴岡陽太
- 音樂：蓜島邦明
- 作畫監督、人物設計：江口壽志
- CGI 監督：齊藤亞規子
- 美術監督：小關睦夫
- 設定：末武康光
- 色彩設計：秋山久美
- 攝影監督：白井久男
- SE、設計MIX：笠松廣司
- 主題曲：「Jing Ling（精靈）」（演唱、作詞：Säju（Saju） / 作曲、編曲：蓜島邦明）

## 網路動畫
於2019年3月12日發售的《月刊少年Sunday》4月號宣布將以網路動畫的製作方式在Netflix向全世界發佈，動畫製作由《JoJo的奇妙冒險》、《工作細胞》的david production負責。動畫原定於2021年發布，2021年7月宣布延至2022年。

### 配音員
- 御神苗優：小林千晃
- 約翰·捷克蒙特：阿座上洋平
- 山本所長：濱田賢二
- 染井芳乃：伊瀨茉莉也
- 諸刃功一：成田劍
- 馬克多魯上校：村瀨步[82]

### 製作人員
- 原作：高樹宙、皆川亮二
- 監督：小林寬
- 副監督：三宅將平
- 系列構成、腳本：瀨古浩司
- 角色設計、總作畫監督：半田修平
- 製作設計：JNTHED
- CG監督：石井規仁
- 色彩設計：三笠修
- 美術監督：金子雄司
- 攝影監督：元木洋介
- 音樂：岩崎太整
- 動畫制作：david production
- 製作：Spriggan Project[82]

### 主题曲
片頭曲《Seeking the Truth》
作曲、編曲：岩崎太整；作词：岩崎太整、二宫愛
歌：YAHZARAH
片尾曲《Ancient Creations》
作詞：Shing02；作曲、編曲：岩崎太整
歌：Shing02

### 集數列表
| 集數  | 日文標題 | 中文標題   | 分鏡            | 演出                              | 作畫監督                                                                                                  | 總作畫監督      | 首播日期 （2022年） |
| ----- | -------- | ---------- | --------------- | --------------------------------- | --- | --------------- | ------------------- |
| 第1話 |          | 炎蛇       | 小林寬          | 三宅將平                          | 半田修平、横山謙次、内藤直 石橋大輔、Shin Hyung Woo、平村直紀 Lee Joo Hyeun、Chae Gwang Han、Kim Chae Eun | 半田修平        | 6月18日             |
| 第2話 |          | 諾亞方舟   | 三宅將平        | 三宅將平                          | 池田由美、平村直紀、Shin Hyung Woo 横山謙次、永山桃                                                       | 半田修平 內藤直 | 6月18日             |
| 第3話 |          | 不歸的森林 | 加藤敏幸        | 加藤敏幸 田邊慎吾                 | 平村直紀、石橋大輔 Shin Hyung Woo、横山謙次                                                               | 半田修平        | 6月18日             |
| 第4話 |          | 狂戰士     | 小林寬          | 長井椎杜子                        | 關川成人、鈴木由佳、川守田Elton拓巳                                                                       | 半田修平        | 6月18日             |
| 第5話 |          | 水晶骷髏   | 長田伸二        | 長田伸二 三宅将平 菅原尚 粟井重紀 | 內藤直、Shin Hyung Woo、小林亮 德田夢之介、Cha Myoung Jun 福島豐明、横山謙次                              | 內藤直          | 6月18日             |
| 第6話 |          | 忘却王國   | 小林寬 千明孝一 | 長田伸二                          | 内藤直、平村直紀、Shin Hyung Woo 横山謙次、永山桃、石橋大輔                                               | 半田修平 內藤直 | 6月18日             |

## 遊戲

特種部隊：月面獵殺遊戲封面

- 特種部隊：月面獵殺（SPRIGGAN:LUNAR VERSE） - 1999年6月在PS主機發行，製作公司FROM SOFTWARE代表作有『機戰傭兵』系列跟『國王密令』系列等。

## 對翻譯的批評
- 因為中文版代理商，台灣東立出版社將漫畫版翻譯為「轟天高校生」，以及普威爾國際將電影版翻譯為「世界末日」，皆與原名Spriggan原意差異太大，放在故事對白中顯得突兀無比、不倫不類。本作中實際只有優和約翰為「轟天高校生」中唯二的高中生，其他人不是氣法師就是魔女，不但並非高校生，甚至都是成人、老人，但對白卻往往自稱「轟天高校生」，顯得無比尷尬，因此屢遭動漫迷所詬病。多數動漫迷習慣稱此作品為與原意相近的「守宝妖精、遺跡守護者」(SPRIGGAN)。

## 外部連結
- （日語）皆川亮二官方網頁
- （英文）電影版官方網頁 （页面存档备份，存于）
- （英文）IMDB資料 （页面存档备份，存于）
- （日語）轟天高校生名詞介紹網頁
- （日語）
- 《轟天高校生》| 前導預告 | Netflix （页面存档备份，存于）